# Американські тварини
«Американські тварини» (англ. American Animals) — британо-американська кримінальна драма з елементами документального фільму режисера та сценариста Барта Лейтона. Головні ролі виконали Еван Пітерс, Баррі Кеоган, Блейк Дженнер і Джаред Абрагамсон. Фільм засновано на реальній історії пограбування бібліотеки Трансильванського університету в Лексингтоні, що відбулося у 2004 році. Прем'єра стрічки відбулася 19 січня 2018 року на кінофестивалі «Санденс».

## У ролях
- Еван Пітерс — Воррен Ліпка
- Баррі Кеоган — Спенсер Рейнгард
- Блейк Дженнер — Чес Аллен
- Джаред Абрагамсон — Ерік Борсук
- Удо Кір — Ван Дер Гук
- Енн Дауд — Бетті Джин Ґуч

Воррен Ліпка, Спенсер Рейнгард, Чес Аллен, Ерік Борсук і Бетті Джин Ґуч виконали епізодичні ролі самих себе.

## Виробництво
Фільмування стартували в лютому 2017 року в місті Шарлотт. Багато сцен відзнято у кампусі Девідсонського коледжу.

## Критика
Фільм отримав переважно позитивні відгуки кінокритиків. На сайті Rotten Tomatoes фільм має рейтинг 88 % на основі 187 відгуків, і середню оцінку 7,7/10. На Metacritic картина має середню оцінку 68 зі 100 на основі 40 рецензій.